# 青山氏
青山氏（あおやまし、あおやまうじ）は、日本の氏族。
1. 織田氏、のち前田氏の家臣の一族。青山信昌や加賀藩士青山吉次が出た。
2. 丹羽氏の家臣の一族。青山宗勝が出た。
3. 徳川氏の家臣の一族。以下で解説。

## 青山氏 （徳川家臣）
青山氏（あおやまし）は、武家・華族だった日本の氏族。江戸時代の譜代大名でたびたび幕府の要職にも就いた。維新後は大名だった青山家2家が華族の子爵家に列せられた。

### 概要
藤原北家花山院流と称す。初代青山師重は上野国吾妻郡青山郷（現・群馬県吾妻郡中之条町青山）に居を構え、その後、三河国額田郡百々（どうどう）村（現・愛知県岡崎市百々町）に土着し、百々城を拠点として松平氏に仕えたとされる。記録上の初見は松平広忠とその子元康（家康）に仕えた忠門であり、その子忠成は秀忠の側近として近侍。関ヶ原の戦い後、加増され大名に列した。
宗家は江戸時代を通じ、大坂城代、老中などの幕府要職に就き、常陸国江戸崎、武蔵国岩槻、信濃国小諸、遠江国浜松、丹波国亀山など転封を繰り返したが、1748（寛延元）年、丹波国多紀郡篠山（現・兵庫県丹波篠山市）に移封され、6万石で廃藩置県を迎えた（→ 篠山藩）。
忠成の四男幸成の系統は遠江国掛川藩主となった後、摂津国尼崎藩、信濃国飯山藩、丹後国宮津藩を経て美濃国郡上藩に移封され、4万8000石で廃藩置県を迎えた。
明治維新後の明治2年（1869年）6月17日の行政官達で公家と大名家が統合されて華族制度が誕生すると両青山家も大名家として華族に列した。明治17年（1884年）7月7日の華族令の施行で華族が五爵制になると、同月8日に旧小藩知事として忠誠（篠山）と幸宜（八幡）が子爵に列せられた。

### 安祥譜代7家
柳営秘鑑にある徳川（安祥松平）最古参の安祥譜代7家の1つであり、そこには次のようにある。
「一、三河安祥之七御普代、酒井左衛門尉、元来御普代上座、大久保、本多、元来田ニ作(?)、中興ニ至テ美濃守故有之多ニ改。阿部、石川、青山、植村、右七家を云」

### 家紋
寛政重修諸家譜 によると青山氏の家紋は３つある。
無字銭は青山銭とも呼ばれ、先祖の師賢が後醍醐天皇から銀銭を賜ったことから孫の師資が家紋にしたとされる。青山氏の定紋の１つで宗家のみが使用した。
葉菊は青山菊とも呼ばれ、師賢が日月菊花紋の錦の御旗を賜ったことから旗紋として、２枚の葉を加えて代々の家紋とした。江戸時代からは宗家が菊の花弁の枚数を１６枚、分家は１２枚を使用した。
丸に葉菊草の花は葉菊草とも呼ばれ、家康から賜った逸話がある。幼少の竹千代（家康）が岡崎の法蔵寺の裏山で見つけた花の名を、供をしていた忠門に尋ねたところ、忠門は「葉菊草」と答え、竹千代がその花を採って忠門に渡して「汝が家紋なり」と言った。これによって青山氏の家紋に加えたとされる。
- 無字銭（青山銭）
- 葉菊（青山菊）
- 丸に葉菊草の花（葉菊草）

### 東京都青山の地名由来
東京都、青山の地名は、徳川家康の重臣であった青山忠成の広大な下屋敷が置かれたことを由来としている。忠成の屋敷が置かれる以前の周辺集落の名に“青山”は確認できていない。
以降、この地には忠成の子孫の屋敷が点在し、幕末になると青山通りの北面に宗家の篠山藩の下屋敷や、現在の赤坂御用地の一画に中屋敷があった。南面には分家の屋敷が点在し、旗本屋敷や郡上藩の下屋敷があった。

## 系譜
実線は実子、点線（縦）は養子、*は同一人物。